# 泰布
泰布（法語：Thèbe，法語發音：[tɛb]）是法国上比利牛斯省的一个市镇，属于巴涅尔德比戈尔区。

## 地理
泰布（42°57'57"N, 0°35'26"E）面积7.6 平方千米，位于法国奧克西塔尼大區上比利牛斯省，该省份为法国西南部内陆省份，北至热尔省，西接大西洋比利牛斯省，南与西班牙接壤，东临上加龙省。
与泰布接壤的市镇（或旧市镇、城区）包括：萨米朗、谢尔戈、卡扎里伊、莫莱翁巴鲁斯、萨莱尚、锡拉当、特鲁巴。

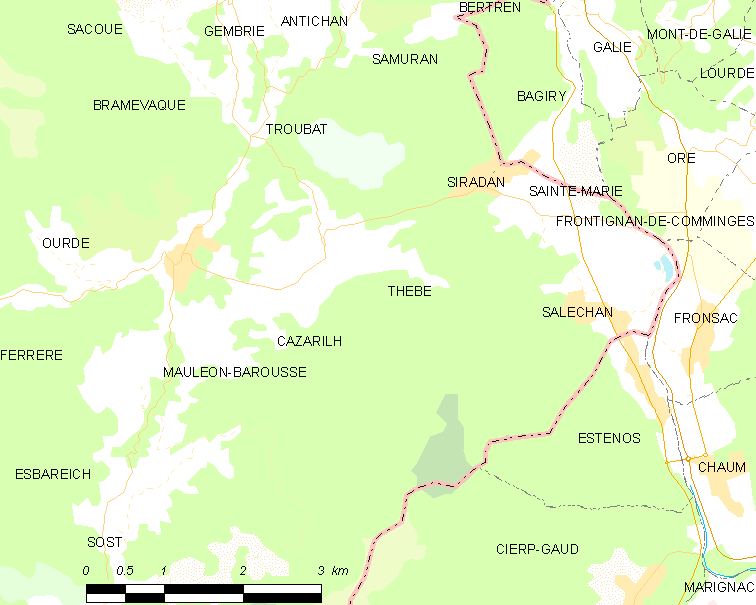
泰布的OSM定位图

泰布的时区为UTC+01:00、UTC+02:00（夏令时）。

## 行政
泰布的邮政编码为65370，INSEE市镇编码为65441。

## 政治
泰布所属的省级选区为巴鲁斯谷县。

## 人口

1962-2008年间泰布人口变化图示

泰布于2022年1月1日时的人口数量为91人。